# Guiguinto
Guiguinto (Bayan ng Guiguinto) är en kommun i Filippinerna. Kommunen ligger på ön Luzon, och tillhör provinsen Bulacan. Folkmängden uppgår till 67 571 invånare.
Guiguinto är indelat i 14 barangayer.